# برونا ماركيزين
برونا ريس مايا والمعروفة باسم برونا ماركيزين هي ممثلة وعارضة ازياء برازيلية ولدت في 4 أغسطس 1995 بمدينة دوق دي كاكسياس.

## المهنة

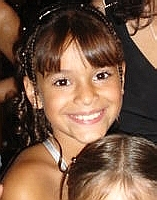
برونا ماركيزين في 2005

ولدت في دوق دي كاكسياس في ولاية ريو دي جانيرو البرازيلية، وهي ابنة لنيدي ميا وتيلمو ماركيزين. لديها أخت أصغر (لوانا، مواليد 2002). في سن الرابعة، ظهرت للمرة الأولى في الإعلانات التجارية. في عام 1999، قامت ببطولة سلسلة من المسلسلات التلفزيونية جينت إينوسينتي. وتلا ذلك أدوار رئيسية آخرها مسلسل آماليا (2018). بالتوازي مع حياتها المهنية في مجال التلفزيون، ظهرت أيضًا في المسرحيات. في عام 2003، فازت بجائزة بريمو كواليداد كأفضل ممثلة شابة وفي عام 2004 فازت بريمو كونتيجو كأفضل ممثل طفل.

## الحياة الشخصية
أخذت لقب جدتها، ماركيزين، كإشادة. كانت على علاقة متقطعة مع لاعب المنتخب البرازيلي لكرة القدم الدولي نيمار من 2012 إلى 2018.

## فيلموغرافي

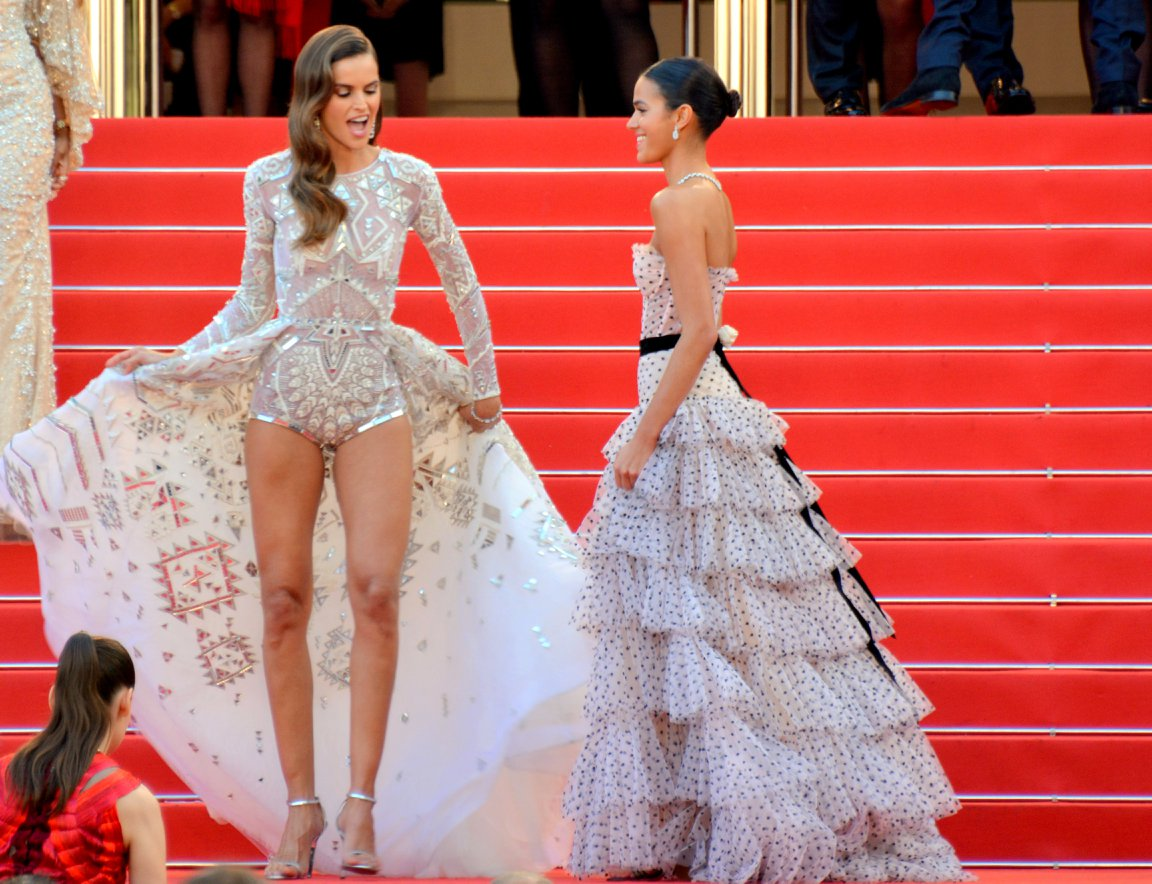
ماركيزين و إيزابيل جولارت في مهرجان كان السينمائي.

| العام | عنوان المسلسل          | الشخصية                                    |
| ----- | ---------------------- | ------------------------------------------ |
| 2002  | الأبرياء               | شخصيتها                                    |
| 2002  | موقع نقار الخشب الأصفر | إنجيل                                      |
| 2003  | المراة العاطفية        | كارولينا ساليت ماتشادو                     |
| 2003  | أتبع هذا النجم         | برونا                                      |
| 2004  | موقع نقار الخشب الأصفر | جاجال /مارينا                              |
| 2004  | اليوميات               | برونا                                      |
| 2005  | أمريكا                 | ماريا فلور                                 |
| 2006  | الأفعاعي والسحالي      | لورديس باديها ( لورينها )                  |
| 2007  | الأمازون               | أندريسا دي سوزا بينهيرو                    |
| 2007  | الحمل الثقيل           | ألين                                       |
| 2007  | الرغبة المحرمة         | ماريا أوغستا ميندونسا                      |
| 2008  | الصين التجارية         | ليز سيلفستر زهرة                           |
| 2008  | TV Xuxa                | شخصيتها                                    |
| 2010  | أراجوايا               | تيريزا                                     |
| 2011  | تلك القبلة             | بيليزا ماريا فالكاو (بيليزينا              |
| 2012  | حفظ خورخي              | لورديس ماريا ميندونسا (لوردينها)           |
| 2013  | الرقص الشهير           | مشاركة الموسم 10                           |
| 2014  | في العائلة             | لويز فرنانديز ماتشادو (لو) هيلينا فرنانديز |
| 2015  | أنا أحب برايسابوليس    | ماريزيت دا سيلفا أنتونيس (ماري)            |
| 2016  | لن يكن هناك شيء من قبل | بياتريس                                    |
| 2018  | آماليا                 | كاثرين لورتون، أميرة ارتينا                |

| العام | عنوان الفيلم                       | الشخصية      |
| ----- | ---------------------------------- | ------------ |
| 2003  | إكسوا أراكادابرا                   | ماريا        |
| 2004  | إكسوا والكنز المفقود               | صباح         |
| 2005  | الحب مرة أخرى                      | ماريانا      |
| 2009  | لغز الطفلة الصغيرة                 | البطن الصغير |
| 2009  | Flordelis - كلمة واحدة فقط للتغيير | ريان         |
| 2015  | أختراق                             | روزيلي       |

## وصلات خارجية
- برونا ماركيزين على موقع IMDb (الإنجليزية)
- برونا ماركيزين على موقع روتن توميتوز (الإنجليزية)
- برونا ماركيزين على موقع ألو سيني (الفرنسية)
- برونا ماركيزين على موقع أول موفي (الإنجليزية)
- برونا ماركيزين على موقع قاعدة بيانات الفيلم (الإنجليزية)